# 菊地哲
菊地 哲（きくち てつ、1969年2月22日 - ）は、日本のミュージシャン（ロックバンド・D'ERLANGERのドラマー〈Tetsu名義〉）。同バンドの個人事務所である「株式会社カインアベル」社長。GREATZ UPPER（愛称：G-U、テットス）名義でデザイナーとしても活動している。

## 略歴
東京都新宿区の慶應義塾大学病院にて誕生。幼稚園から大学まである私立学校へ通ったが、高校の入学式の日に喧嘩で退学。ドラムの専門学校に入学するも即座に辞めてしまう。その後、44MAGNUMのローディーとしてドラマーである宮脇“JOE”知史に師事。この時、広瀬さとしの弟子だった瀧川一郎（CIPHER）や加藤純也（元REACTION、元GRAND SLAM）と出会っている。
1985年、DEAD WIRE（Kyo、TAIJIも在籍）に参加も翌年解散。
1986年、SAVER TIGER（KYO、Hideも在籍）に加入も翌年解散。
1987年、 Mephistophelesに加入も脱退。
1987年9月、京都スポーツバレーでCIPHERと再会した際に勧誘を受けD'ERLANGERへ加入。
1990年、D'ERLANGERでメジャー・デビューを果たすも同年解散。
1991年、ZI:KILLに加入。同年脱退。
1992年5月、藤崎賢一・瀧川一郎・岸根光・菊地哲の4人からなる「SPY」というバンドで渋谷公会堂にて一夜限りのライブを行った。
1992年夏ごろ、BODYを結成。1994年4月にメジャー・デビュー。その翌月には日本武道館でデビューライブを行うも同年7月に解散。
1994年7月、CRAZEを結成。1995年9月6日、1stシングル『NAKED BLUE』にて再メジャー・デビューを果たす。
2006年1月、CRAZE解散。
2007年、D'ERLANGER再結成。4月22日、日比谷野外音楽堂にて復活ライブを行った。D'ERLANGERの独立後、同バンドの個人事務所である『株式会社カインアベル』の社長に就任。2023年9月現在の所属レーベルはワーナーミュージック・ジャパン。

## 人物
誕生日は2月22日だが、ほぼ日付変更時に誕生したため、一度は23日になりかけている。
KYOやTAIJIと共に活動したデッド・ワイヤー時代、当時サーベルタイガーのhideが哲を迎えようと電話したところ、留守だった哲に代わって応対した母親に伝言を依頼する。しかし、hideが本名で母親とやり取りしていたため、哲には「松本さんという方から、一緒にバンドをやりませんか?」としか伝わらず、無視することに。その後、サーベルタイガーへの加入がうわさとなってデッド・ワイヤーに伝わり、哲とTAIJIが大喧嘩となる。結果、引くに引けない哲はサーベルタイガーへ加入するが、この件がきっかけでhideとTAIJIの仲は一時期気まずくなったという。
D'ERLANGERがメジャー・デビューするまでの1年半（18歳から20歳）、京都在住だった。そのころTETSUが、D'ERLANGERへ勧誘すべくKYOを電話で京都に呼びよせ加入させている。
レッド・ホット・チリ・ペッパーズのチャド・スミスと親交が深く、チャドの来日時は付き人を務めた。
ZI:KILLまで「TETSU」名義で活動し、再結成後のD'ERLANGERでは「Tetsu」表記に改めている（詳細はZI:KILL#エピソードを参照）。
かつては、RE雨宮作成のコンプリートカー・GReddyIII（マツダ・RX-7・FC3S型ベース）のオーナーであり、盟友の瀧川一郎や加藤純也は走り屋仲間でもあった。菊地と瀧川の愛車はBODYやCRAZE時代のライブビデオや音楽雑誌に登場。また自動車雑誌Optionへの掲載、東京オートサロン展示など、自動車界隈でも知られた存在だった。なお、GReddyIIIは2000年代中ごろあたりまでに菊地の手を離れたとみられる。ただし、少なくとも近年まで菊地の関係者の手によって維持・保管され、近影は WEB OPTIONにて確認できる。
1999年2月24日発売のCRAZE『ware ware, war』収録「OVER」（作詞作曲：菊地哲）はhideに捧げた楽曲。
ドラム会に参加している。
ヤガミトール（BUCK-TICK）を”兄貴”と慕っている。

## バンド歴
- ラビット
- DEAD WIRE（1985年）※TAIJIとKYOが在籍
- SAVER TIGER（1986年）※KYOと同時期に在籍
- MEPHISTOPHELES（1987年）
- ERASER HEAD（1987年）結成メンバー
- D'ERLANGER（1987年10月 - 1990年11月19日、2007年 - ）
- ZI:KILL（1991年3月 - 1991年12月）
- SPY（1992年5月18日 渋谷公会堂）
- BODY（1992年夏 - 1994年7月）
- CRAZE（1994年7月 - 2006年1月9日）
- 地獄ヘルズ（2018年）※アルバム参加